# A Hidden Life
A Hidden Life is een Duits-Amerikaans biografisch oorlogsdrama uit 2019 dat geschreven en geregisseerd werd door Terrence Malick. De hoofdrollen worden vertolkt door August Diehl en Valerie Pachner.

## Verhaal
De Oostenrijkse dienstweigeraar Franz Jägerstätter weigert tijdens de Tweede Wereldoorlog om zijn trouw te zweren aan Adolf Hitler en om mee te strijden aan de zijde van het Derde Rijk. Uiteindelijk wordt hij vanwege deze redenen in 1943 geëxecuteerd.

## Rolverdeling
| Acteur               | Personage                |
| -------------------- | ------------------------ |
| August Diehl         | Franz Jägerstätter       |
| Valerie Pachner      | Fani Jägerstätter        |
| Maria Simon          | Resie                    |
| Tobias Moretti       | Ferdinand Fürthauer      |
| Bruno Ganz           | Rechter Lueben           |
| Matthias Schoenaerts | Kapitein Herder          |
| Karin Neuhäuser      | Rosalia                  |
| Ulrich Matthes       | Lorenz Schwaninger       |
| Franz Rogowski       | Waldlan                  |
| Michael Nyqvist      | Bisschop Joseph Fliessen |
| Jürgen Prochnow      | Majoor Schlegel          |
| Martin Wuttke        | Majoor Kiel              |
| Alexander Fehling    | Fredrich Feldmann        |
| Johan Leysen         | Ohlendorf                |
| Karl Markovics       | Majoor                   |

## Productie
In juni 2016 raakte bekend dat Terrence Malick plannen had om een film, getiteld Radegund, te maken over Franz Jägerstätter, de Oostenrijkse dienstweigeraar die in 2007 zalig verklaard werd door paus paus Benedictus XVI, en dat August Diehl en Valerie Pachner de hoofdrollen zouden vertolken. Nadien werd de cast uitgebreid met bekende Europese acteurs als Bruno Ganz, Michael Nyqvist, Jürgen Prochnow en Matthias Schoenaerts. In oktober 2019 verklaarde Schoenaerts dat de hoofdrol van de film eerst aan hem werd aangeboden, maar omdat hij al aan de productie van Le Fidèle (2017) verbonden was en dus niet beschikbaar was voor de volledige opnameperiode, moest hij zich uiteindelijk tevreden stellen met een kleinere rol.
In april 2017 verklaarde Malick dat hij voor Radegund over een duidelijk gestructureerd script beschikte, in tegenstelling tot enkele van zijn voorgaande producties die zonder script opgenomen werden. In april 2019 werd de titel van het project veranderd in A Hidden Life. Het is na The Thin Red Line (1998) Malicks tweede film die zich afspeelt tijdens de Tweede Wereldoorlog.
De opnames gingen in de zomer van 2016 van start in filmstudio Babelsberg in het Duitse Potsdam. Er werd in Italië ook gefilmd in onder meer Bruneck, Brixen (Zuid-Tirol) en Sappada. Er vonden ook opnames plaats in Zittau.
Na de opnames in juli en augustus 2016 werd het lange tijd stil rond de productie. In februari 2017 publiceerde het Amerikaans tijdschrift Variety de eerste officiële foto van de film. Ondanks verwachtingen dat de film al in 2017 zou uitgebracht worden, bleef een release lange tijd uit. Acteurs Mikael Nyqvist en Bruno Ganz overleden voor de film in première kon gaan. A Hidden Life is daardoor officieel hun laatste film.
De film ging op 19 mei 2019 in première op het filmfestival van Cannes en kreeg lovende kritieken alom.